# Трамвайное депо имени Баумана
Трамва́йное депо́ имени Ба́умана (Ростокинское трамвайное депо) — одно из шести трамвайных депо ГУП «Московский метрополитен», расположенное в Северо-Восточном административном округе Москвы на Сельскохозяйственной улице. Открылось 1 ноября 1933 года; обслуживает маршруты Центрального, Северо-Восточного и Восточного административных округов. С января 1937 года носит имя революционера Николая Эрнестовича Баумана.

## История

### Эксплуатация
Трамвайный парк в Ростокине открылся 1 ноября 1933 года и назывался «Ростокинское трамвайное депо». В январе 1937 года депо получило современное название «имени Баумана» в память о революционере Николае Баумане в связи с тем, что трамвайное депо на Новорязанской улице, носившее это название, было переоборудовано во 2-й троллейбусный парк. Существенная реорганизация трамвайных путей произошла при открытии в 1939 году Всесоюзной Cельскохозяйственной выставки.
В 2001 году часть территории была передана ММТС для строительства электродепо «Ростокино».
С 2011 года «Мосгортранс» начал проводить масштабную реструктуризацию и модернизацию предприятий. В декабре 2015 года Бауманское депо было преобразовано в Трамвайную площадку № 2 Единого трамвайного филиала ГУП «Мосгортранс».

### Современность
Парк подвижного состава содержит 124 пассажирских трамвайных вагона модели 71-931М «Витязь-М» и около 10 вагонов служебной техники. Ранее содержал до 170 пассажирских трамвайных вагонов семейства 71-619, до 67 вагонов 71-623-02 и до 39 вагонов МТТА и МТТА-2.
С 2010 года часть пассажирских вагонов была перекрашена по образцу российского триколора. В них устанавливалось табло «бегущей строки», в памяти которого при прокручивании названий некоторых остановок выводилась краткая справка о названии улицы, по которой остановка названа. Эксперимент проводился в мае-сентябре 2010 года, после чего табло перекодировали на старую систему, но окраска вагонов была сохранена.
С 2011 года в трамваях модели 71-619А, приписанных к депо им. Баумана, в бегущую строку в информатор узловых трамвайных остановок (там, где сходятся 3 и более трамвайных направления) встроен информатор пересадок на трамвайные маршруты, с которыми пересекается маршрут, проигрываемый в автоинформаторе.
В феврале 2012 года в депо пришёл новый трамвай Alstom Citadis 302. 27 февраля состоялась презентация трамвая. На презентации присутствовал мэр Москвы Сергей Собянин. 29 мая 2012 года трамвай передан в Санкт-Петербург, в октябре отправлен на завод-изготовитель во Францию, позже был отправлен в Эквадор. 
В 2014 году в депо поступил трамвай 71-801 (Alstom Citadis 301 CIS).
С 2017 года депо эксплуатирует новейшие российские трамваи 71-931М «Витязь-М». 17 марта 2017 года эти трамваи вышли на маршрут № 17, а позднее и на другие маршруты депо.
29 марта 2023 года заместитель мэра Москвы по вопросам градостроительной политики и строительства Андрей Бочкарёв рассказал о планах реконструкции депо.

Трамвай Alstom Citadis
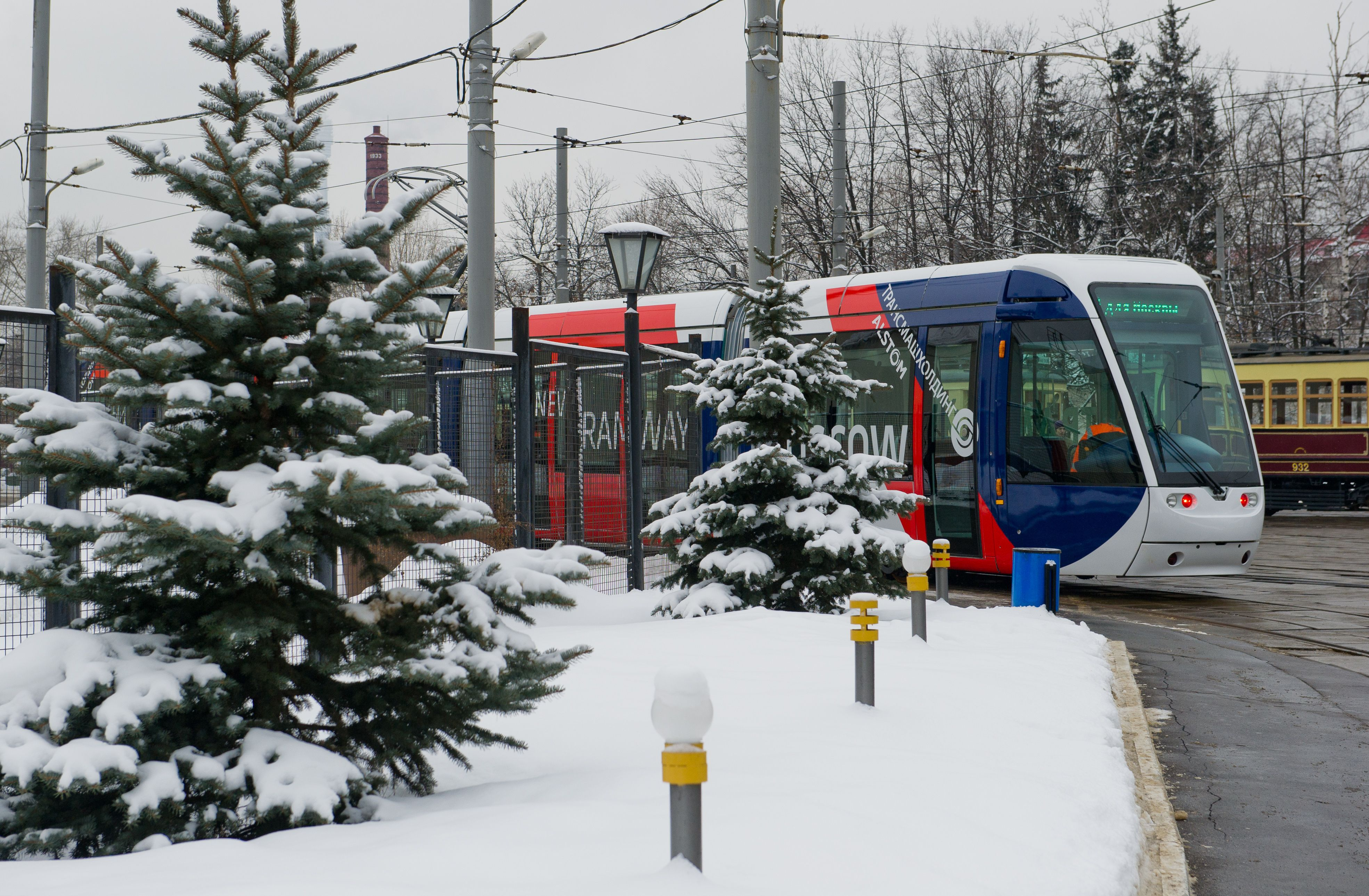
Трамвай в депо
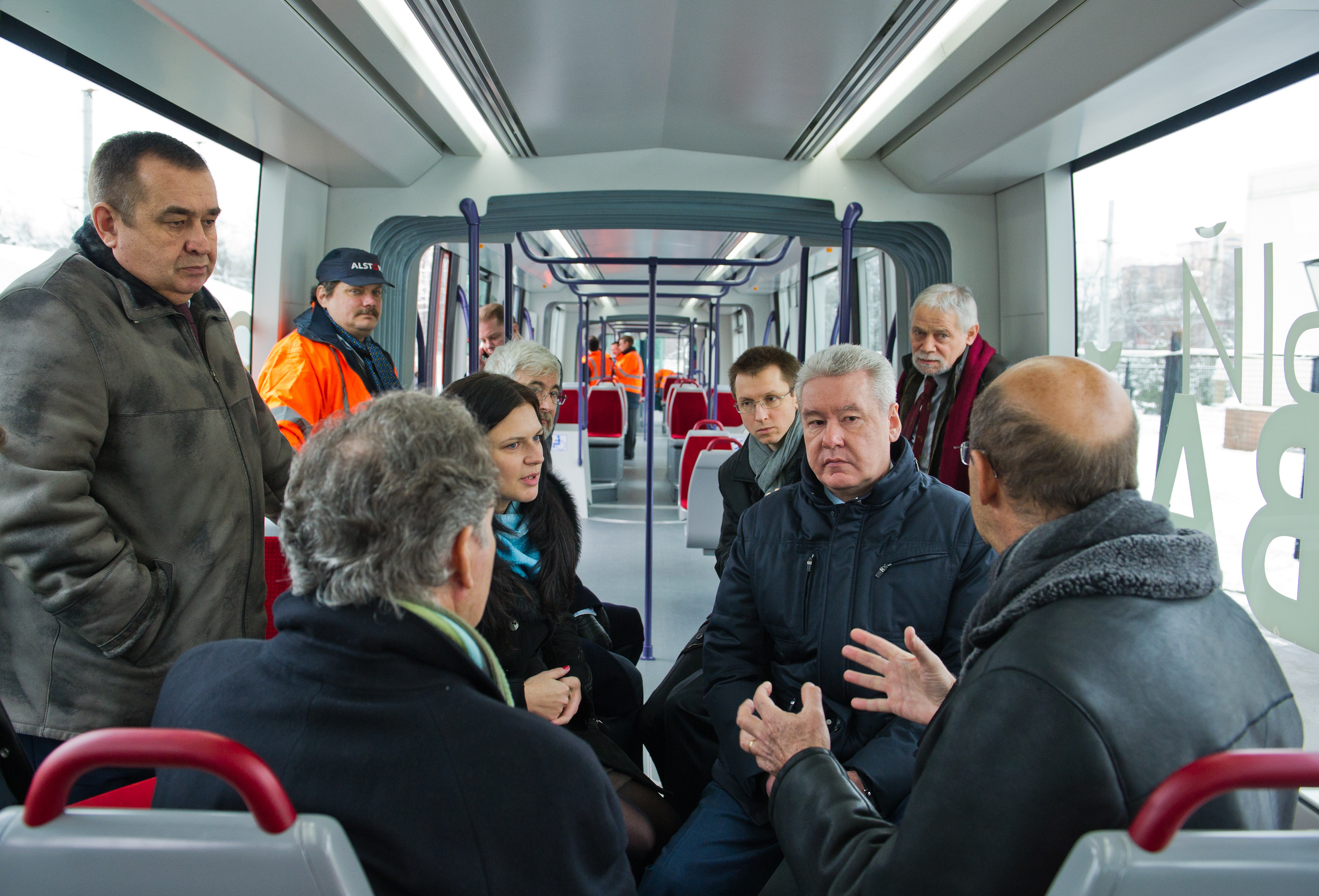
Сергей Собянин в салоне трамвая
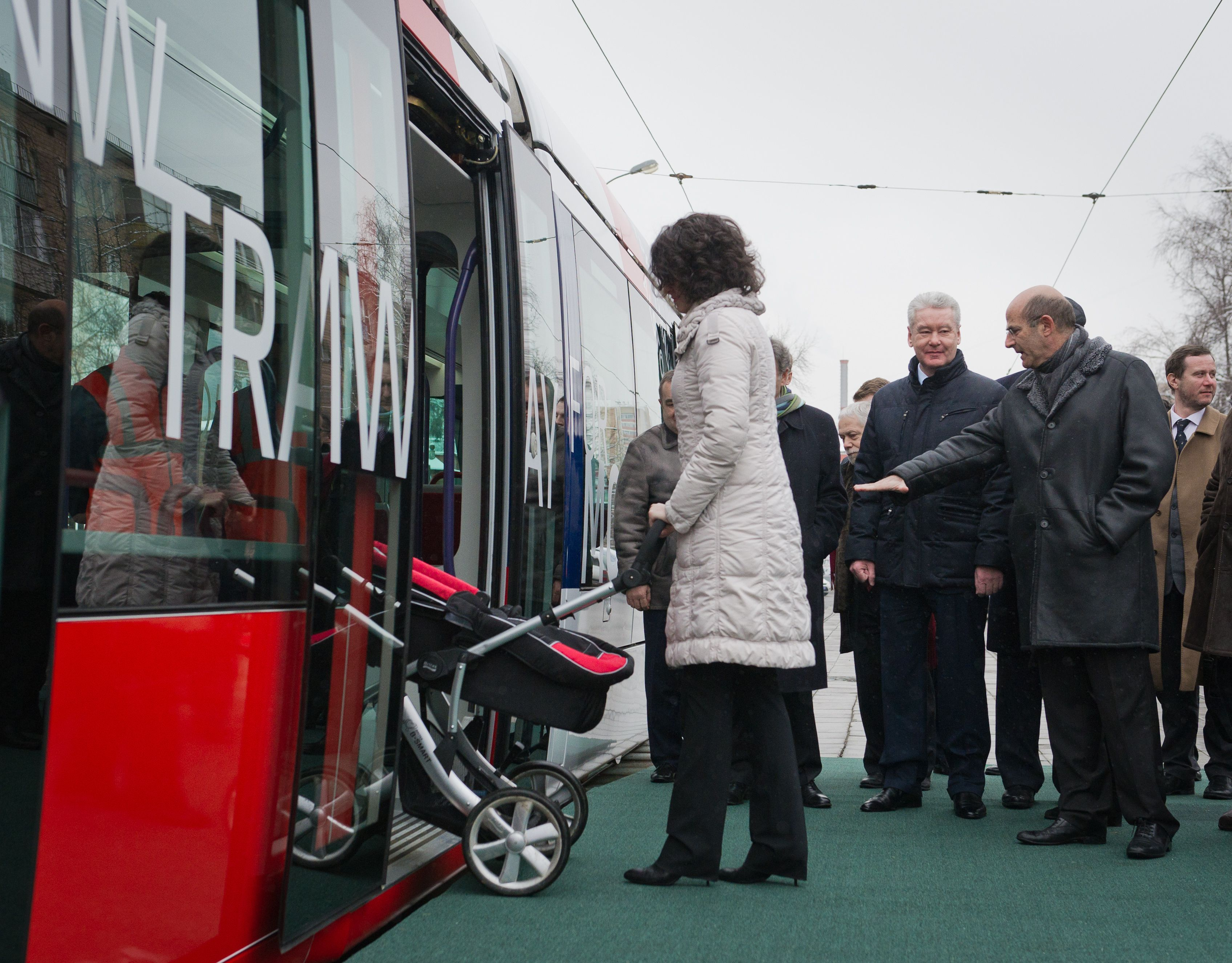
Сергею Собянину демонстрируют возможности трамвая
- Обкатка трамвая

## Обслуживаемые маршруты
| №  | Конечные остановки                         | Примечания                                 |
| -- | ------------------------------------------ | ------------------------------------------ |
| 4  | Бульвар Рокоссовского — Курский вокзал     |                                            |
| 7  | Бульвар Рокоссовского — Белорусский вокзал |                                            |
| 11 | Останкино — Восточное Измайлово            |                                            |
| 13 | Метрогородок — Каланчёвская улица          |                                            |
| 17 | Медведково — Останкино                     |                                            |
| 25 | Останкино — Сокольники                     |                                            |
| 36 | Метрогородок — Новогиреево                 | Совместно с трамвайным депо имени Русакова |

## Подвижной состав

### Пассажирский
1. 71-931М «Витязь-М» — 134 вагона

### Служебные и прочие
1. Лаборатория контактной сети на базе Tatra T3SU — 1 единица
2. Поливомоечный вагон на базе Tatra T3SU — 1 единица
3. Буксир на базе Tatra T3SU — 1 единица
4. ВТК-01 — 2 единицы
5. ГС-4 — 3 единицы
6. РШМв-1 — 1 единица
7. ЛТ-5 — 1 единица
8. 71-801 (Alstom Citadis 301 CIS) — 1 единица
9. 71-623-02 — 3 единицы
10. КТМА — 1 единица